# Camargo & Luciano
Camargo & Luciano é o primeiro álbum de estúdio em língua espanhola da dupla brasileira de música sertaneja Zezé Di Camargo & Luciano, lançado em 1994. O trabalho contém nove músicas em espanhol e três músicas em português: "Tudo de Novo", "Faz Mais Uma Vez Comigo" e "Eu Só Penso em Você" (versão de "Always on My Mind", com participação de Willie Nelson).

## Lista de faixas
Todas as versões em espanhol (faixas 1, 2, 3, 5, 7, 8, 9, 10 e 12) foram escritas por Luis Gomez Escolar.
| N.º            | Título                    | Compositor(es)                                                                                | Duração |  |
| 1.             | "Quien Soy Yo Sin Ella"   | Zezé Di Camargo                                                                               | 3:31    |  |
| 2.             | "Dios"                    | Di Camargo José Fernandes                                                                     | 3:39    |  |
| 3.             | "Cambia de Vida"          | Fátima Leão Elias Muniz Carlos Randall                                                        | 3:03    |  |
| 4.             | "Tudo de Novo"            | César Augusto César Rossini Mário Marcos                                                      | 4:50    |  |
| 5.             | "Pensando Solo En Ti"     | Leão José Ricardo Correia                                                                     | 3:41    |  |
| 6.             | "Faz Mais Uma Vez Comigo" | Augusto                                                                                       | 4:08    |  |
| 7.             | "Corazón en Soledad"      | Di Camargo Augusto                                                                            | 3:37    |  |
| 8.             | "Entre El y Yo"           | Joel Marques                                                                                  | 3:25    |  |
| 9.             | "No Puedo Negar"          | Di Camargo                                                                                    | 3:50    |  |
| 10.            | "Corazón en Pedazos"      | Di Camargo                                                                                    | 3:50    |  |
| 11.            | "Eu Só Penso em Você"     | John L. Christopher Wayne C. Thompson Mark James Jerry Adriani (versão) Lílian Knapp (versão) | 3:48    |  |
| 12.            | "Corazón de Camionero"    | Marques                                                                                       | 4:28    |  |
| Duração total: | Duração total:            | Duração total:                                                                                | 41:50   |  |

## Certificações
| Brasil (ABPD)                             | Ouro | 1994 | 180.000* |
| *número de vendas baseado na certificação |      |      |          |